# 개구리밥

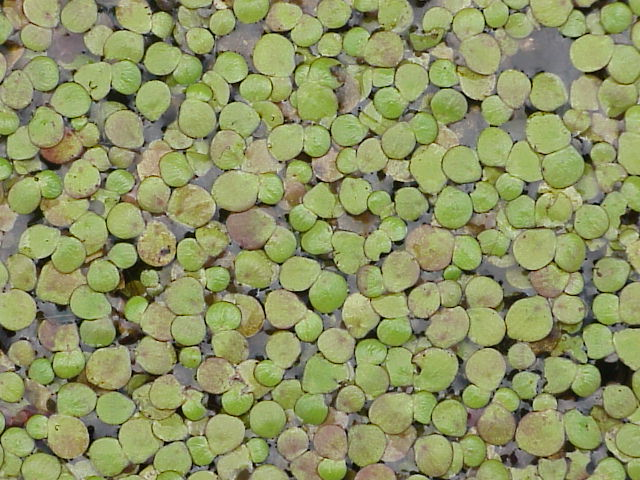
개구리밥

개구리밥(학명: Spirodela polyrhiza, 공통명: common duckmeat, greater duckweed, great duckmeat, common duckweed, duckmeat)은 천남성과에 속하는 여러해살이풀이다. 전 세계에 널리 분포하며 민물 위에서 빽빽하게 군생한다. 흔히 부평초라고 한다. 푸른 개구리밥은 녹빈(綠蘋), 청빈(靑蘋)으로 부른다.
개구리밥은 바이오연료, 생물복원(en:Bioremediation), 탄소순환(carbon cycling)에 굉장히 적합한데, 빨리 자라고, 배양액과 직접적으로 접촉하며, 게놈 사이즈가 제일 작기 때문이다(~150 Mb). 2014년 2월에 수행된 개구리밥에 대한 포괄적인 게놈 연구를 통해 그 폭발적인 성장과 수중 생활 적응의 비결에 대해 많은 것을 알게 되었다.
웅덩이에 서식하는 개구리밥은 형태학, 생리학적으로 지상의 식물과는 다른 식으로 발달한다. 봄과 여름에는 엽상체의 형태로 영양생장하며, 가을과 겨울에는 영양분이 모자라고 온도가 낮아지므로 겨울눈이라고 불리는 동면 형태로 변한다. 실험실에서 호르몬 ABA를 투여해도 겨울눈이 생겨난다. 연구자들은 겨울눈이 안토시아닌 색소가 풍부하며 배양액에서 가라앉을 정도의 밀도를 가진다고 보고하였다. 겨울눈을 transmission electron microscopy l 로 본 결과 엽상체에 비해 액포가 줄어들었고, 작은 세포 사이의 공간이 좁으며, 틸라코이드(en:thylakoid) 막으로 둘러싸인 녹말 알갱이가 많았다. 겨울눈에 2주 동안 ABA 처리를 한 결과 60% 이상의 건조질량 녹말을 축적하였다.
꽃도 피지만 너무작아서 눈에는 안보인다.

## 생태
늦가을에 겨울눈(en:turion (botany))이 식물체로부터 떨어져 나와 물 속에 가라앉아 겨울을 난 뒤 봄이 되면 물 위에 떠올라 번식한다. 식물체는 편평한 타원형 모양으로, 길이는 5~8mm 정도이며, 뒷면은 자색을 띠고 있다. 5~11개의 뿌리를 물 속에 내는데, 그 끝에는 모자 모양의 자루가 달려 있다. 뿌리가 나온 부분의 옆쪽에는 곁눈이 나와 새 식물체가 생긴다. 여름에 엷은 녹색의 잔 꽃이 피는데, 꽃차례도 뿌리가 나오는 부근의 패인 곳에 생기며, 작은 포엽에 싸이고 1개의 암꽃과 2개의 수꽃으로 이루어진다.

## 같이 보기
- 물개구리밥
- 큰물개구리밥
- 좀개구리밥